# Max och Moritz

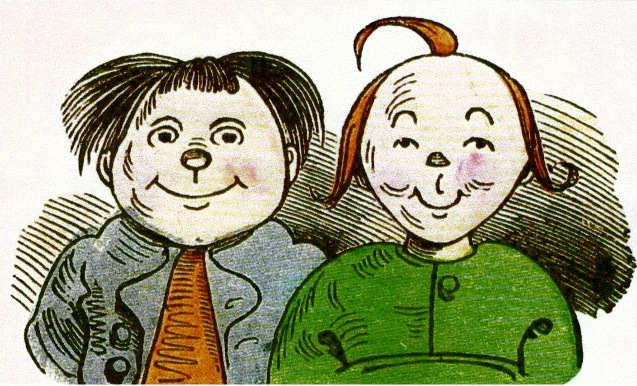
Max och Moritz.

Max och Moritz (Max und Moritz i original) är huvudpersonerna i ett antal sedelärande bildberättelser (idag av många betraktade som "serier") från 1865, skrivna och tecknade av den tyske konstnären och seriepionjären Wilhelm Busch (1832-1908). 
Max och Moritz anses ha varit en enorm influens för de tidigaste moderna serieskaparna, inte minst Rudolph Dirks och hans Knoll och Tott.
Max und Moritz har även gett namn åt den tyska serieutmärkelsen Max-und-Moritz-Preis.

## Max och Moritz på teatern
Max och Moritz har anpassats till teaterföreställningar åtskilliga gånger, framför allt i hemlandet Tyskland.
Sommaren 2006 turnerade Riksteatern Sverige runt med en Max och Moritz-föreställning för barn, regisserad av Ellen Lamm.